# Antonio Beteta
Antonio Germán Beteta Barreda (Madrid, 28 de mayo de 1955) fue un político español del Partido Popular durante cuatro décadas (hoy jubilado). Fue el presidente de la agencia Madrid Network entre 2008 y 2011. 

## Biografía
Nació en Madrid en 1955. Licenciado en Derecho por la Universidad de Deusto, fue elegido diputado de Alianza Popular en la Asamblea de Madrid en 1983, cargo que revalidó en sucesivas convocatorias electorales de 1987, 1991, 1995 y 1999.
En 1995, con la llegada del Partido Popular al poder en la Comunidad de Madrid, fue nombrado consejero de Hacienda, hasta su dimisión en 2000 al ser nombrado secretario general de Política Fiscal, Territorial y Comunitaria del Ministerio de Hacienda con el gobierno de José María Aznar.
En 2003, fue incluido de nuevo en las listas a la Asamblea de Madrid, siendo elegido en las elecciones de mayo y octubre de ese año. Durante la crisis institucional en la Asamblea de Madrid durante el verano de 2003, fue portavoz del PP en la comisión de investigación. Con la llegada al poder de Esperanza Aguirre, desempeñó el puesto de portavoz del PP en la cámara regional, y tras las elecciones de 2007, fue ratificado en el cargo. En junio de 2008, fue nombrado consejero de Economía y Hacienda de la Comunidad de Madrid, cargo que desempeñó hasta 2011 cuando fue nombrado consejero de Transportes e Infraestructuras. En ese mismo periodo, también se desempeñó como presidente de la agencia Madrid Network. 
Como presidente de la agencia Madrid Network, fundada por Esperanza Aguirre, Beteta está implicado en el caso Montoro. Según la investigación judicial, pagó 2.1 millones de euros a Equipo Económico, el bufete fundado por Cristóbal Montoro, que es el centro neurálgico de la trama de corrupción. Los pagos fueron 1.8 millones de euros desde Madrid Network y 300.000 desde entornos del gobierno de la Comunidad de Madrid. Beteta estuvo investigado y, por un tiempo, imputado, pero su nombre no aparece en la lista final del magistrado.
El 23 de diciembre de 2011 es nombrado por el Consejo de Ministros secretario de Estado de Administración Pública en el Ministerio de Hacienda y Administraciones Públicas.

## Cargos desempeñados
- Diputado en la Asamblea de Madrid. (1983-2000)
- Portavoz del Grupo Popular en la Asamblea de Madrid. (1993-1995)
- Consejero de Hacienda de la Comunidad de Madrid. (1995-2000)
- Secretario general de Política Fiscal, Territorial y Comunitaria, del Ministerio de Hacienda de Montoro. (2000-2003)
- Diputado en la Asamblea de Madrid. (2003-2011)
- Portavoz del Grupo Popular en la Asamblea de Madrid. (2003-2008)
- Senador designado por la Asamblea de Madrid (2003-2008).
- Consejero de Economía y Hacienda de la Comunidad de Madrid (2008-2011).
- Presidente de Madrid Network (2008-2011).
- Consejero de Transportes de la Comunidad de Madrid (2011).
- Secretario de Estado de Administraciones Públicas (2011-2016).
- Concejal del Ayuntamiento de Alcorcón (2019-2022).